# Mouvement pour une alternative républicaine et sociale
 (novembre 2012).
Si vous disposez d'ouvrages ou d'articles de référence ou si vous connaissez des sites web de qualité traitant du thème abordé ici, merci de compléter l'article en donnant les références utiles à sa vérifiabilité et en les liant à la section « Notes et références ».
Le Mouvement pour une alternative républicaine et sociale (MARS) était un parti politique français de gauche, issu d'une scission du Mouvement républicain et citoyen, parti créé en 2003. Il fusionne avec la Coordination nationale de la gauche républicaine pour donner naissance au MARS - Gauche républicaine en 2007, qui a à son tour rejoint le Parti de gauche en 2008.

## Histoire
Le MARS est créé en 2003 sous le nom de « Manifeste pour une alternative républicaine et sociale », à la suite de la démission de quatre secrétaires nationaux du Mouvement républicain et citoyen de Jean-Pierre Chevènement, parmi lesquels l'ancien magistrat Éric Halphen, afin de protester contre ce qu'ils percevaient comme une dérive droitière du MRC.
Le MARS s'est depuis implanté au sein de la gauche républicaine et sociale et a, à plusieurs reprises, fait liste commune avec le Parti communiste français. Son président est Éric Coquerel et sa porte-parole Claire Pessin-Garric.

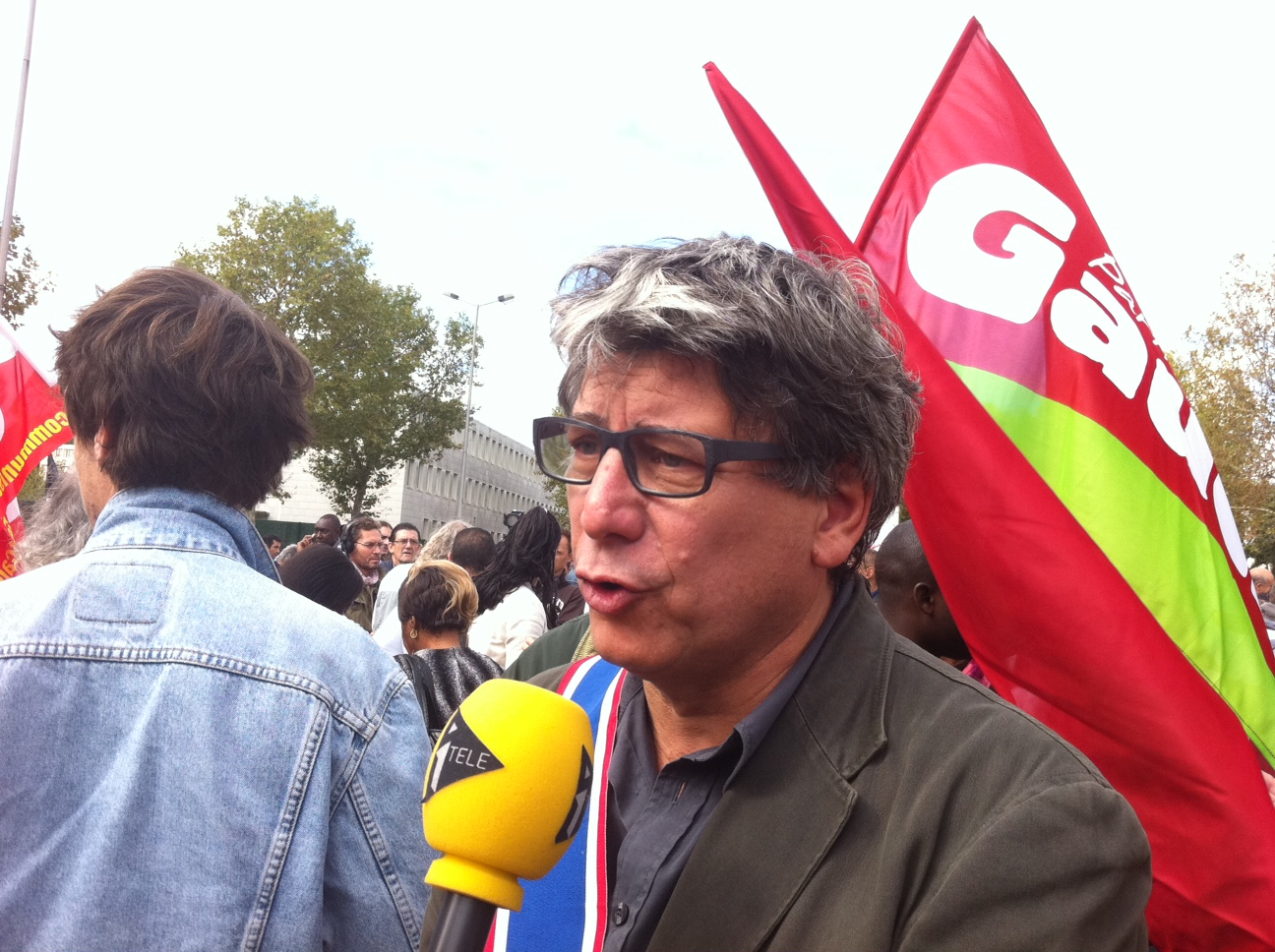
Éric Coquerel en 2012.

En 2005, il s'est investi dans la campagne pour le non au référendum sur le traité constitutionnel européen, en participant notamment aux collectifs unitaires au niveau national et au niveau local.
Par la suite, il participa à leur continuation, dans les collectifs du 29 mai, qui ont rédigé la Charte antilibérale, ainsi qu'aux collectifs unitaires en vue de l'élection présidentielle de 2007, qui se soldera par un échec.
En septembre 2006, le MARS est entré en discussion avec la Gauche républicaine afin d'aboutir à l'unification des deux mouvements. Les deux mouvements fusionnent le 24 mars 2007 et donnent naissance au MARS - Gauche républicaine. Cette dernière force rejoint le Parti de gauche à sa création, en novembre 2008.